# Пасічне (Білогірський район)
Па́січне (до 1945 року — Конрат, крим. Qoñrat, рос. Пасечное) — село (до 2011 року — селище) в Україні, у Білогірському районі Автономної Республіки Крим. Підпорядковане Зеленогірській сільській раді.